# Gåshällan
Gåshällan är en klippig ö i byn Rangsby i Närpes, i landskapet Österbotten i Finland, vid Kvarken. Ön har tidigare rymt både en lotsstation och en sjöbevakningsstation på den södra delen av ön som kallas Långbådan. Vid lotsstationen finns nu en utfärdshamn som underhålls av Närpes Skepparklubb. I den gamla sjöbevakningsstationen finns Naturstation Gåshällan som hyr stationen av Forststyrelsen och erbjuder inkvarteringar för grupper.
Öns area är 11,5 hektar och dess största längd är 0,8 kilometer i nord-sydlig riktning.